# H.H. Lambertus en Genovevakerk
De H.H. Lambertus en Genovevakerk is een oude kerk op een heuvel in Holset in de Nederlandse provincie Limburg. Het is een parochiekerk gewijd aan de heiligen Lambertus van Maastricht en Genoveva van Parijs. Het gebouw is een rijksmonument en opgetrokken in Kalksteen van Vijlen.

## Geschiedenis
Gezien het oude metselwerk aan de noordkant zou de kerk een vroegmiddeleeuws zaalkerkje kunnen zijn geweest dat vanaf de 12e eeuw in fasen verlengd en verhoogd werd. In 1266 wordt de kerk vermeld in een overeenkomst over het recht van preken tussen het predikherenklooster van Luik en dat van Maastricht. Verder is bekend dat de kerk in 1667 erg bouwvallig was. De toren is in 1736 dan ook volledig herbouwd en in 1841-1842 weer grondig gerestaureerd. Met de restauratiewerkzaamheden onder pastoor J.S.J.H. Slenter door architect Johannes Kayser in de periode 1884-1887 werd de kerk uitgebreid met de Genovevakapel die dwars op de lengteas van de kerk aan de noordzijde van de toren is aangebouwd en waarin een beeld van de heilige Genoveva werd geplaatst. In 1916 werd de kerkingang verplaatst van de zuidzijde van het schip naar de zuidkant van de vierkante toren.
Aan de voet van de kerkheuvel ligt de Lambertusbron en ernaast een Lourdesgrot uit het einde van de 19e eeuw.

## Legende
Over het ontstaan van de Lambertusbron heeft pastoor Slenter eind 19e eeuw de volgende legende de wereld in gebracht: In de laat-Romeinse tijd zou in Holset een tempel hebben gestaan die gewijd was aan de Semitische god Bel (verwant aan Baäl). Een poging van bisschop Servaas van Tongeren en Maastricht om rond 360 deze tempel om te vormen tot een kerk mislukte. Pas rond 515 lukte het bisschop Falco van Maastricht om de tempel onder bescherming te brengen van de enkele jaren eerder gestorven Genoveva van Parijs. Niettemin bleven heidense praktijken en duistere machten rond de tempel spoken. Volgens dit verhaal zou bisschop Lambertus van Maastricht in 692 een 'giftige' bron naast de tempel hebben gezegend en een 'draak' verdreven hebben uit deze bron. Dit zou dan het ontstaan markeren van de aan Lambertus gewijde wonderbron, een 'gebeurtenis' die in 1892 (1200 jaar later) werd 'herdacht' en van een legende voorzien door pastoor Slenter. 
De bron van dit verhaal is te vinden onder de titel Bel en de draak, in het Bijbelboek Daniël opgenomen als hoofdstuk 14, maar het bestaat alleen in het Grieks in de Septuagint. Het hoofdstuk wordt samen met hoofdstuk 13 aangeduid als deuterocanoniek omdat het niet (meer) door alle christenen universeel wordt aanvaard als behorend tot de canonieke boeken. De katholieken beschouwen de tekst als canoniek maar de protestanten zien hem als apocrief. Om die reden is het hoofdstuk in hedendaagse protestantse bijbels niet (meer) te vinden.

## De parochie
De parochie Holset is al sinds de middeleeuwen een zelfstandige parochie en qua zielental waarschijnlijk de kleinste in Limburg.

## Externe link

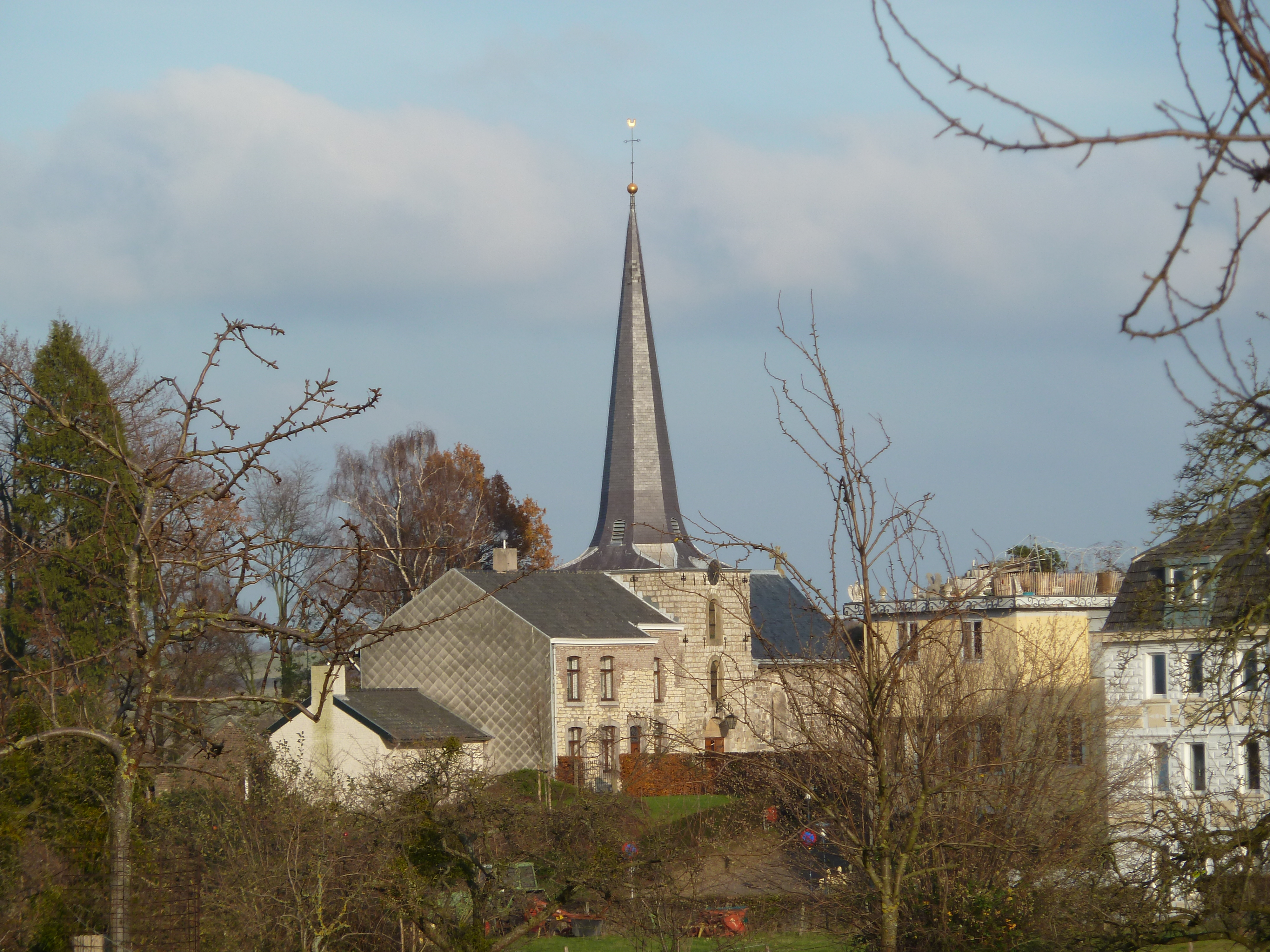
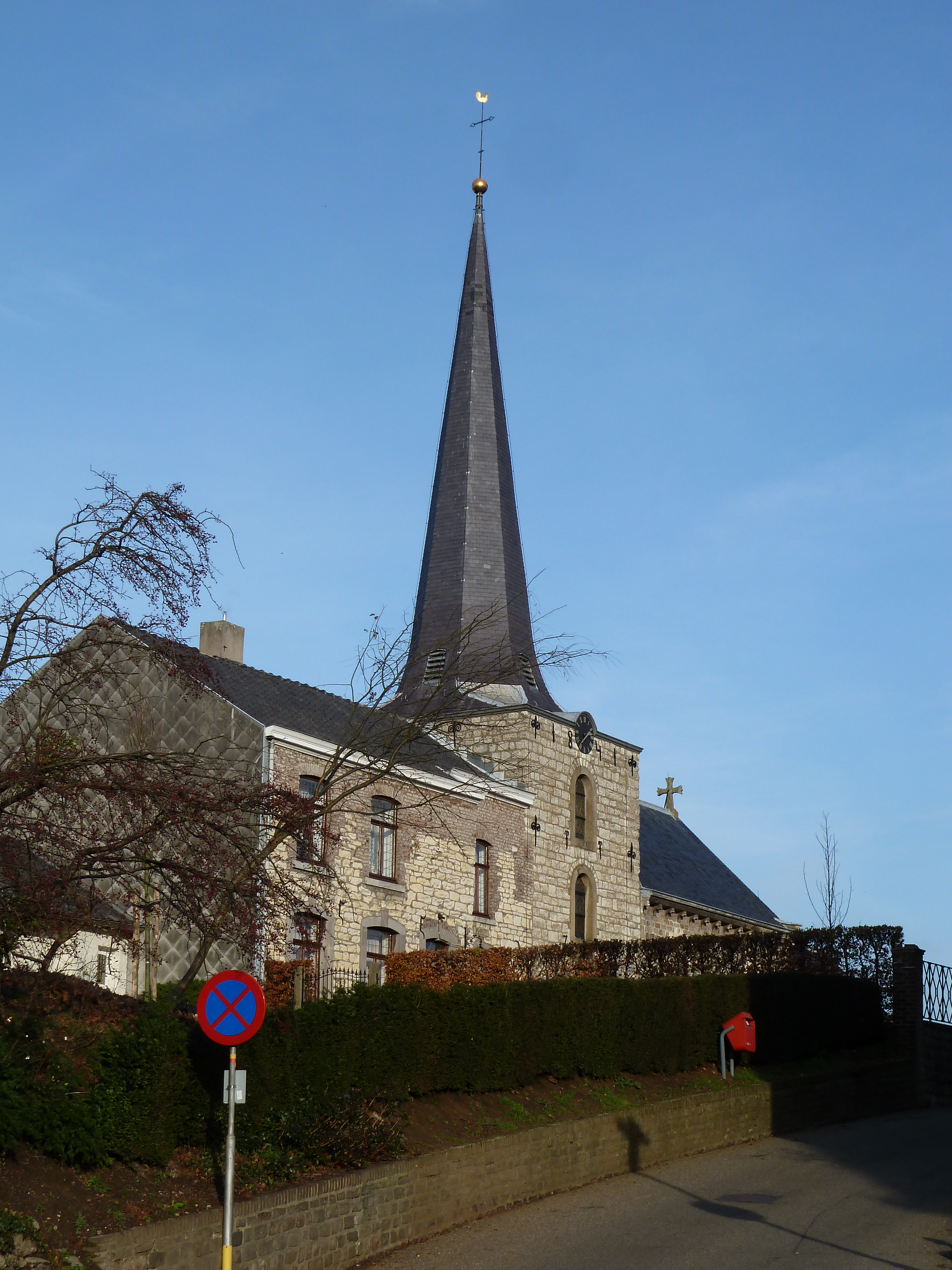
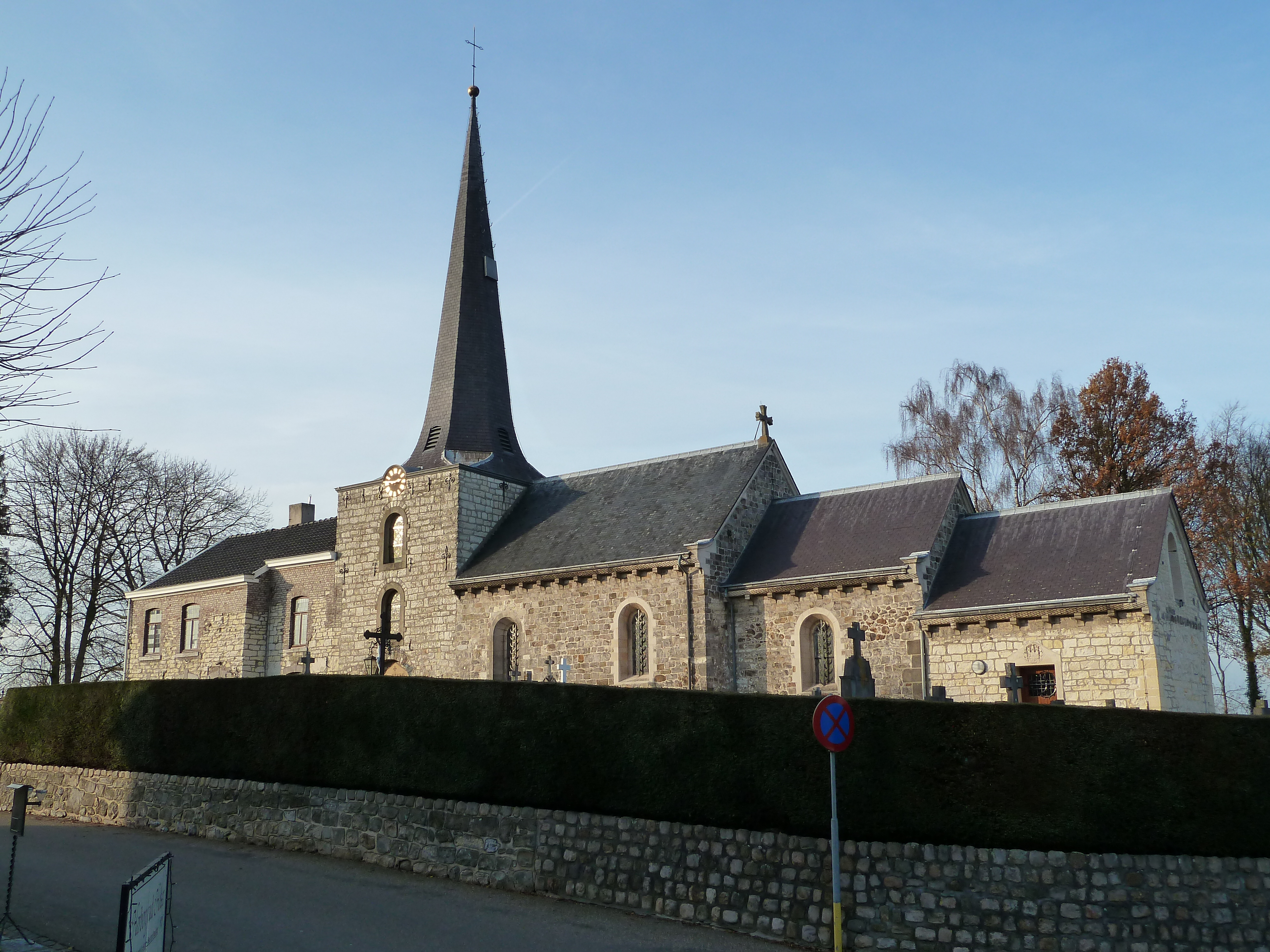
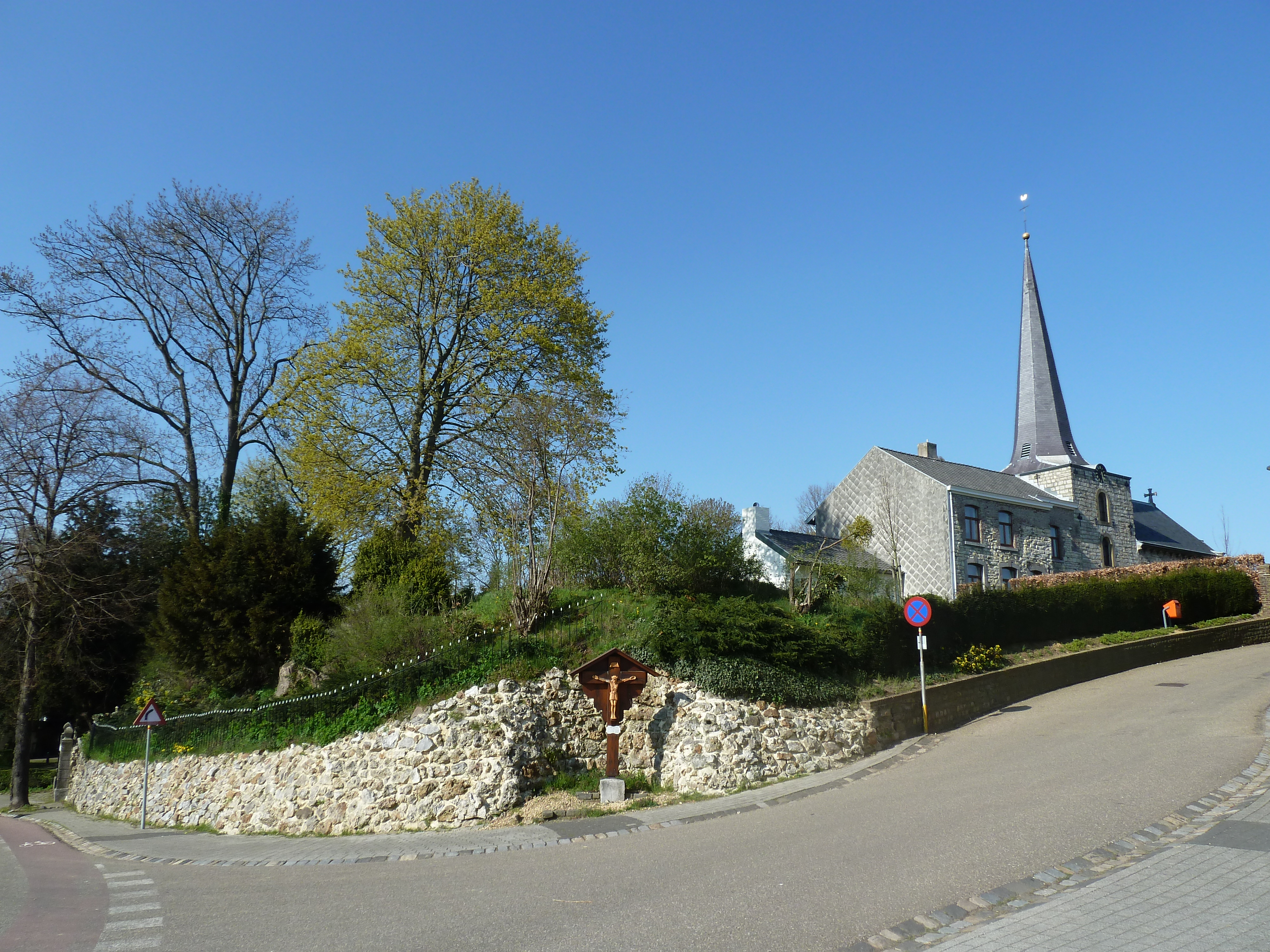
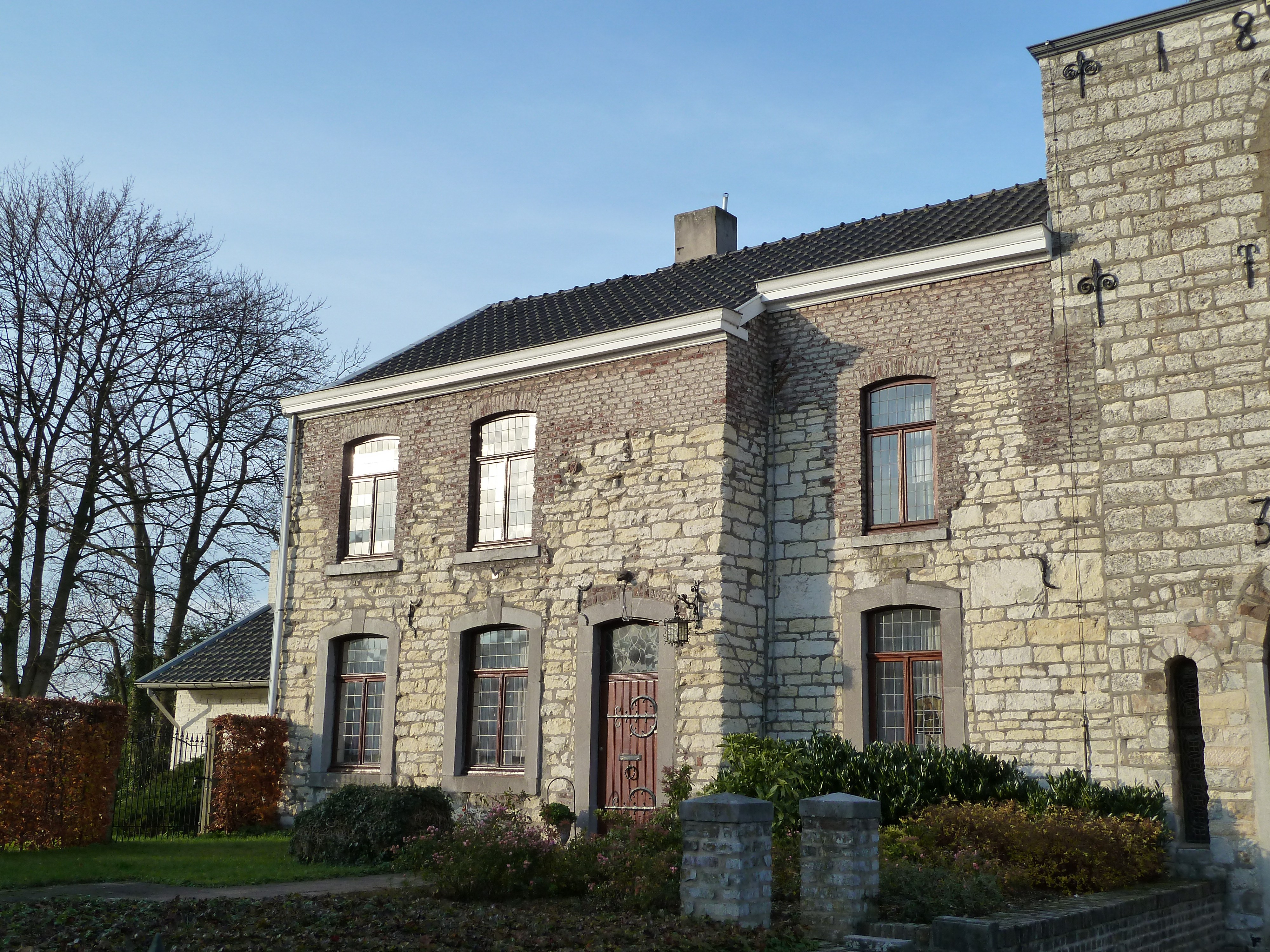
Pastorie naast de kerk

### Pastoors van Holset
- 1846 - 1879 E.P.J. Slenter
- 1880 - 1900 J.S.J.H. Slenter
- 1900 - 1915 J.H.C.H. Jongen
- 1915 - 1941 F.J. Knops
- 1941 - 1945 H.H.J. Zitsen
- 1945 - 1948 W.P. Wermeling
- 1948 - 1965 J.E. Schnabel
- 1965 - 1968 J.G. Mertens
- 1969 - 1994 L. Collijn
- 1994 - 1995 J. Haffmans
- 1996 - 1997 R.H.M. Maessen
- 1997 - 1999 J.J.M. van der Ven
- 1999 - H.W.M. Heynen